# Best of Ballade "Empathy"
『Best of Ballade "Empathy"』（ベスト・オブ・バラード・エンパシー）は、工藤静香の5枚目のベスト・アルバム。1992年11月20日発売。発売元はポニーキャニオン。

## 概要
帯コピー：静香 初めてのバラード集。未発表作品6曲を含むハーフベストアルバム。
シングル「声を聴かせて」など、これまでに発表された工藤のバラード楽曲から選曲されたベスト・アルバムであるが、工藤自身が作詞した未発表曲が半数を占めている。
2曲目「彼女から…」は、同年のコンサート・ツアー最終日にアカペラで披露された。11曲目の「X'mas Night」のみ、本作の為に書き下ろされた新曲である。
CDには、工藤自ら製作に携わったオリジナル・マグカップが当たるプレゼント企画の応募方法が記載されたチラシが封入されていた。

## 収録曲
| 全作曲: 後藤次利（M-2,M-11, 作曲: 愛絵理）。 |                                    |            |                                      |                                     |      |
| #                                            | タイトル                           | 作詞       | 作曲・編曲                           | 編曲                                | 時間 |
| 1.                                           | 「声を聴かせて」                   | 松井五郎   | 後藤次利 （M-2,M-11, 作曲: 愛絵理 ） | 後藤次利 / ブラス・アレンジ: 門倉聡 | 6:35 |
| 2.                                           | 「彼女から…」                      | 愛絵理     | 後藤次利 （M-2,M-11, 作曲: 愛絵理 ） | 後藤次利                            | 4:52 |
| 3.                                           | 「未来の宝」                       | 愛絵理     | 後藤次利 （M-2,M-11, 作曲: 愛絵理 ） | 後藤次利                            | 4:58 |
| 4.                                           | 「硝子のサンクチュアリ」           | 平井森太郎 | 後藤次利 （M-2,M-11, 作曲: 愛絵理 ） | 後藤次利                            | 3:53 |
| 5.                                           | 「絆」                             | 愛絵理     | 後藤次利 （M-2,M-11, 作曲: 愛絵理 ） | 後藤次利                            | 5:44 |
| 6.                                           | 「気のないララバイ」               | 愛絵理     | 後藤次利 （M-2,M-11, 作曲: 愛絵理 ） | 後藤次利                            | 4:52 |
| 7.                                           | 「群衆」                           | 中島みゆき | 後藤次利 （M-2,M-11, 作曲: 愛絵理 ） | 後藤次利                            | 4:29 |
| 8.                                           | 「みずうみ」                       | 吉沢久美子 | 後藤次利 （M-2,M-11, 作曲: 愛絵理 ） | 後藤次利・門倉聡・菅原弘明          | 4:14 |
| 9.                                           | 「forever」                        | 愛絵理     | 後藤次利 （M-2,M-11, 作曲: 愛絵理 ） | 後藤次利                            | 4:21 |
| 10.                                          | 「めちゃくちゃに泣いてしまいたい」 | 松井五郎   | 後藤次利 （M-2,M-11, 作曲: 愛絵理 ） | 後藤次利 / ブラス・アレンジ: 門倉聡 | 5:00 |
| 11.                                          | 「X'mas Night」                    | 愛絵理     | 後藤次利 （M-2,M-11, 作曲: 愛絵理 ） | 倉田信雄                            | 4:29 |
| 合計時間:                                    | 合計時間:                          | 合計時間:  | 合計時間:                            | 53:27                               |      |

### 楽曲解説
1. 声を聴かせて
  - 17thシングル。アルバム初収録。
2. 彼女から…
3. 未来の宝
4. 硝子のサンクチュアリ
  - アルバム『JOY』収録曲。
5. 絆
6. 気のないララバイ
7. 群衆
  - 5thシングル「MUGO・ん…色っぽい」カップリング曲。アルバム『gradation』にも収録。
8. みずうみ
  - ミニ・アルバム『カレリア』収録曲。
9. forever
10. めちゃくちゃに泣いてしまいたい
  - 15thシングル。アルバム『Trinity』にも収録。
11. X'mas Night
  - コンピレーション・アルバム『ガールズ・クリスマス・パーティー』にも収録。

## 参考資料
- 工藤静香『Best of Ballade "Empathy"』（ライナーノーツ）ポニーキャニオン、1992年11月20日。PCCA-00406。